# Acolastus similis
Acolastus similis is een keversoort uit de familie bladkevers (Chrysomelidae). De wetenschappelijke naam van de soort werd in 1976 gepubliceerd door Lopatin.